# Војнограничарска зграда у Гардиновцима
Војнограничарска зграда је објекат који се налази на адреси Ул. Св. Милетића бр. 21 у насељу  Гардиновци у општини Тител. Поредставља непокретно културно добро као споменик културе Србије.

## Опште информације
Решењем које је издала Марија Терезија од 19. фебруара 1763. године формиран је између Дунава и Тисе Тителски граничарски шајкашки батаљон. У састав овог батаљона првобитно су ушла места: Тител, Лок, Мошорин, Гардиновци, Вилово и Жабаљ. Шајкаши су се регрутовали искључиво од становништва из ових места, Срба православаца. Године 1769. додато је овом батаљону још шест места: Чуруг, Госпођинци, Сентиван, Горњи и Доњи Ковиљ и Каћ.
Зграда у Гардиновцима налази се на крају главне улице са леве стране, а данас је седиште парохијског дома. На овој раскрсници налази се и општинска зграда, а некада је ту била и црква. Служила је за контролу саобраћај, а време градње ове зграде се не може утвирдити тачно, али се претпоставља да је грађена крајем 18. или почетком 19. века.
Правоугаоне је основе са четвороводним кровом покривеним бибер црепом. Са североисточне стране има четири прозора, а са две бочне стране по један прозор и по један слепи. На југозападној страни има трем са лучним отворима. Има три веће просторије и неколико мањих. Данашњи изглед је у извесној мери измењен у односу на оригиналну зграду.